# Sysmä
Sysmä es un municipio de Finlandia situado en la Provincia de Finlandia Meridional y es parte de la Región de Päijänne Tavastia. El municipio tiene una población de 3,616 habitantes al 31 de diciembre de 2020 y cubre un área de 936.18 km² de los cuales 269.14 km² son agua. La densidad de población es de 5.42 habitantes por km².
El municipio es unilingüe, de habla finesa.